# Gary Oakes
Gary James Oakes (ur. 21 września 1958 w Camden w Londynie) – brytyjski lekkoatleta (płotkarz), medalista olimpijski z 1980.
Zdobył brązowy medal w biegu na 400 metrów przez płotki na mistrzostwach Europy juniorów w 1977 w Doniecku. Odpadł w eliminacjach tej konkurencji na seniorskich mistrzostwach Europy w 1978 w Pradze.
Na igrzyskach olimpijskich w 1980 w Moskwie zdobył brązowy medal w biegu na 400 metrów przez płotki za Volkerem Beckiem z NRD i Wasylem Archypenko ze Związku Radzieckiego. Ustanowił wówczas swój rekord życiowy wynikiem 49,11 s. Odpadł w eliminacjach tej konkurencji na mistrzostwach świata w 1983 w Helsinkach.
Oakes był mistrzem Wielkiej Brytanii (AAA) w biegu na 400 metrów przez płotki w 1981, wicemistrzem w 1984 i brązowym medalistą w latach 1978-1980.
Jego żona Heather Oakes jest byłą sprinterką, dwukrotną medalistką olimpijską.